# Henry Danger (Franchise)
Henry Danger ist ein US-amerikanisches Multimedien-Franchise von Nickelodeon, das seit 2014 besteht. Es besteht aus der Hauptserie Henry Danger (2014–2020), der unkanonischen Serie Die Abenteuer von Kid Danger (2018) und dem Nachfolger Danger Force (2020–2024) sowie dem Film Henry Danger – Der Film (2025).

## Geschichte
Nachdem im März 2014 die Pilotfolge von Henry Danger gesendet wurde, gab Nickelodeon 20 weitere Episoden für die erste Staffel in Auftrag. Aufgrund des Erfolgs dieser gab Nickelodeon am 18. November 2014 eine zweite Staffel in Auftrag. So gewann die Serie weiterhin am Erfolg und Nickelodeon bestellte am 2. März 2016 eine dritte, am 16. November 2016 eine vierte und am 27. Juli 2018 schließlich eine fünfte Staffel.
2018 erschien die erste und einzige Staffel des Spin-offs Die Abenteuer von Kid Danger.
Im Anschluss an das Ende der Serie und den gegebenen Erfolg erschien 2020 die Nachfolger-Serie Danger Force, die bis 2024 produziert wurde. Anfang 2025 erschien Henry Danger – Der Film.

## Übersicht

### Fernsehserien
| Titel                        | Staffeln | Episoden | TV-Premiere (Deutschland) | TV-Finale         |
| ---------------------------- | -------- | -------- | ------------------------- | ----------------- |
| Henry Danger                 | 5        | 121      | 15. November 2014         | 27. August 2020   |
| Danger Force                 | 3        | 65       | 20. August 2020           | 12. März 2024     |
| Die Abenteuer von Kid Danger | 1        | 10       | 25. März 2018             | 28. November 2018 |

### Episoden
| Staffel                      | Episodenanzahl | Erstausstrahlung USA | Erstausstrahlung USA | Deutschsprachige Erstausstrahlung | Deutschsprachige Erstausstrahlung |
| Staffel                      | Episodenanzahl | Staffelpremiere      | Staffelfinale        | Staffelpremiere                   | Staffelfinale                     |
| Henry Danger                 | Henry Danger   | Henry Danger         | Henry Danger         | Henry Danger                      | Henry Danger                      |
| ---------------------------- | -------------- | -------------------- | -------------------- | --------------------------------- | --------------------------------- |
| 1                            | 25             | 26. Juli 2014        | 16. Mai 2015         | 15. November 2014                 | 13. November 2015                 |
| 2                            | 18             | 12. September 2015   | 17. Juli 2016        | 5. April 2016                     | 27. November 2016                 |
| 3                            | 19             | 17. September 2016   | 7. Oktober 2017      | 30. März 2017                     | 1. März 2018                      |
| 4                            | 20             | 21. Oktober 2017     | 20. Oktober 2018     | 8. März 2018                      | 8. November 2019                  |
| 5                            | 39             | 3. November 2018     | 21. März 2020        | 10. Januar 2019                   | 27. August 2020                   |
| Die Abenteuer von Kid Danger |                |                      |                      |                                   |                                   |
| 1                            | 10             | 15. Januar 2018      | 13. Juni 2018        | 25. März 2018                     | 28. November 2018                 |
| Danger Force                 |                |                      |                      |                                   |                                   |
| 1                            | 26             | 28. März 2020        | 17. Juli 2021        | 20. August 2020                   | 21. Oktober 2021                  |
| 2                            | 26             | 23. Oktober 2021     | 7. Juli 2022         | 23. Mai 2022                      | 14. November 2022                 |
| 3                            | 13             | 20. April 2023       | 21. Februar 2024     | 7. Mai 2023                       | 12. März 2024                     |

## Handlung
Henry Hart ist ein ganz normaler Junge, der einen Job sucht. Als er ein Jobangebot im Laden Junk 'n Stuff findet, stellt sich heraus, dass dieser vom Stadthelden Captain Man geführt wird und er nach einem Sidekick sucht, der Henry schließlich wird. Das muss er jedoch vor seiner Familie und Freunden geheim halten, was eine Herausforderung ist.

## Wiederkehrende Charaktere
| Rolle                        | Staffeln (Henry Danger) | Staffeln (Henry Danger) | Staffeln (Henry Danger) | Staffeln (Henry Danger) | Staffeln (Henry Danger)    | Die Abenteuer von Kid Danger | Staffeln (Danger Force)    | Staffeln (Danger Force)    | Staffeln (Danger Force)    | Henry Danger – Der Film | Synchronisation                 |
| Rolle                        | 1                       | 2                       | 3                       | 4                       | 5                          | Die Abenteuer von Kid Danger | 1                          | 2                          | 3                          | Henry Danger – Der Film | Synchronisation                 |
| Hauptcharaktere              | Hauptcharaktere         | Hauptcharaktere         | Hauptcharaktere         | Hauptcharaktere         | Hauptcharaktere            | Hauptcharaktere              | Hauptcharaktere            | Hauptcharaktere            | Hauptcharaktere            | Hauptcharaktere         | Hauptcharaktere                 |
| ---------------------------- | ----------------------- | ----------------------- | ----------------------- | ----------------------- | -------------------------- | ---------------------------- | -------------------------- | -------------------------- | -------------------------- | ----------------------- | ------------------------------- |
| Henry Hart / Kid Danger      | Jace Norman             | Jace Norman             | Jace Norman             | Jace Norman             | Jace Norman                | Jace Norman                  | Jace Norman                | Jace Norman                | Jace Norman                | Jace Norman             | Nicolas Rathod                  |
| Ray Manchester / Captain Man | Cooper Barnes           | Cooper Barnes           | Cooper Barnes           | Cooper Barnes           | Cooper Barnes              | Cooper Barnes                | Cooper Barnes              | Cooper Barnes              | Cooper Barnes              | Cooper Barnes           | Marcel Collé                    |
| Charlotte Page               | Riele Downs             | Riele Downs             | Riele Downs             | Riele Downs             | Riele Downs                | Riele Downs                  |                            |                            |                            |                         | Maria Hönig                     |
| Jasper Dunlop                | Sean Ryan Fox           | Sean Ryan Fox           | Sean Ryan Fox           | Sean Ryan Fox           | Sean Ryan Fox              | Sean Ryan Fox                | Erwähnt                    |                            |                            | Sean Ryan Fox           | Henning Berg                    |
| Piper Hart                   | Ella Anderson           | Ella Anderson           | Ella Anderson           | Ella Anderson           | Ella Anderson              | Ella Anderson                |                            |                            |                            | Ella Anderson           | Zalina Sanchez                  |
| Schwoz Schwartz              | Michael D. Cohen        | Michael D. Cohen        | Michael D. Cohen        | Michael D. Cohen        | Michael D. Cohen           | Michael D. Cohen             | Michael D. Cohen           | Michael D. Cohen           | Michael D. Cohen           | Michael D. Cohen        | Bernhard Völger                 |
| Mika Macklin / ShoutOut      |                         |                         |                         |                         | Dana Heath                 |                              | Dana Heath                 | Dana Heath                 | Dana Heath                 |                         | Julia Bautz                     |
| Miles Macklin / AWOL         |                         |                         |                         |                         | Terrence Little Gardenhigh |                              | Terrence Little Gardenhigh | Terrence Little Gardenhigh | Terrence Little Gardenhigh |                         | Derya Akyol, Melina Witez a     |
| Bose O'Brian / Brainstorm    |                         |                         |                         |                         | Luca Luhan                 |                              | Luca Luhan                 | Luca Luhan                 | Luca Luhan                 |                         | Rafael Ricardo Sahin            |
| Chapa De Silva / Volt        |                         |                         |                         |                         | Havan Flores               |                              | Havan Flores               | Havan Flores               | Havan Flores               |                         | Yamuna Kemmerling               |
| Nebencharaktere              |                         |                         |                         |                         |                            |                              |                            |                            |                            |                         |                                 |
| Kris Hart                    | Kelly Sullivan          | Kelly Sullivan          | Kelly Sullivan          | Kelly Sullivan          | Kelly Sullivan             | Kelly Sullivan               |                            | Kelly Sullivan             |                            |                         | Antje von der Ahe               |
| Jake Hart                    | Jeffrey Nicholas Brown  | Jeffrey Nicholas Brown  | Jeffrey Nicholas Brown  | Jeffrey Nicholas Brown  | Jeffrey Nicholas Brown     |                              | Jeffrey Nicholas Brown     |                            |                            |                         | Stefan Krause                   |
| Gooch                        | Duncan Bravo            |                         |                         |                         |                            |                              |                            |                            |                            |                         | Stefan Gossler                  |
| Bianca                       | Maeve Tomalty           | Maeve Tomalty           |                         |                         |                            |                              |                            |                            |                            |                         | Vivien Gilbert                  |
| Chloe                        | Jade Pettyjohn          | Jade Pettyjohn          |                         |                         |                            |                              |                            |                            |                            |                         | Friedel Morgenstern             |
| Veronica                     | Madison Iseman          | Madison Iseman          |                         |                         |                            |                              |                            |                            |                            |                         | Shalin Rogall                   |
| Mitch Bilsky                 | Andrew Lewis Caldwell   | Andrew Lewis Caldwell   | Andrew Lewis Caldwell   |                         | Andrew Lewis Caldwell      | Andrew Lewis Caldwell        |                            |                            |                            |                         | René Dawn-Claude                |
| Antagonisten                 |                         |                         |                         |                         |                            |                              |                            |                            |                            |                         |                                 |
| Dr. Minyak                   | Mike Ostroski           | Mike Ostroski           | Mike Ostroski           | Mike Ostroski           | Mike Ostroski              | Mike Ostroski                | Mike Ostroski              |                            |                            |                         | Florian Halm                    |
| Schwester Cohort             | Amber Bela Muse         | Amber Bela Muse         | Amber Bela Muse         | Amber Bela Muse         |                            |                              |                            |                            |                            |                         | Marion Musiol                   |
| Zeitzocker / Time Jerker     |                         | Joey Richter            |                         |                         |                            | Joey Richter                 |                            |                            |                            |                         | Rainer Fritzsche                |
| Frankini                     |                         |                         | Frankie Grande          | Frankie Grande          | Frankie Grande             | Frankie Grande               | Frankie Grande             | Frankie Grande             | Frankie Grande             | Frankie Grande          | Fabian Hollwitz                 |
| Rick Twitler                 |                         |                         |                         |                         | David Blue                 |                              |                            | David Blue                 |                            |                         | Manuel Straube, Tobias Müller b |